# Mary Wolverston
Mary Wolverston, Lady Killigrew, född före 1525, död efter 1587, var en engelsk pirat. Känd enbart som Lady Killigrew, förväxlas hon ofta i litteraturen med sin svärmor, Elizabeth Trewinnard. 
Hon var dotter till Philip Wolverston. Hon gifte sig med Sir John IV Killigrew (d. 1584) of Arwenack i Cornwall, ärftlig guvernör av Pendennis Castle. Pendennis Castle gjorde att guvernören kunde utöva kontroll över trafiken i Carrick Roads harbour, vilken var enorm, och en stor del av den engelska sydkusten. 
Hennes make överföll skepp och förvarade stöldgodset på sitt slott Arwenack House. Mary beskrivs som en aktiv medbrottsling till sin make. Tills skillnad från vad som ofta påstås, deltog hon aldrig personligen i själva piratöverfallen. Tillsammans mutade de myndigheter för att tillåta dem att bedriva sjöröveri. 
År 1582 åtalades hon och dömdes till döden som skyldig till att ha gett order till sina anställda att överfalla och plundra det spanska skeppet Marie of San Sebastian vid hamnen i Falmouth, ett överfall som ledde till två personers död. Två av hennes medbrottslingar avrättades. Hon benådades till fängelsestraff av Elisabet I av England, och hennes son mutade henne sedan fri från fängelset. Hon blev änka 1584. Hon nämns sist vid liv 1587, när hennes son John förhindrade ytterligare rättsåtgärder mot henne. 